# Barb Wire
Barb Wire (Alternativtitel: Barb Wire – Flucht in die Freiheit) ist ein Film aus dem Jahr 1996. Regie bei der Verfilmung des gleichnamigen Comics führte David Hogan. Der Film ist eine freie Adaption des Filmklassikers Casablanca von 1942. Der Film startete am 24. Oktober 1996 in den deutschen Kinos.

## Handlung
2017: In den USA herrscht der zweite Bürgerkrieg. In Steel Harbor betreibt Barbara Barb Wire Kopetski einen Nachtclub, nebenbei arbeitet sie als Kopfgeldjägerin. Bei einem ihrer Aufträge kommt sie der Congressional Directorate in die Quere. Diese lassen deshalb ihren Bruder töten und Barbara schwört Rache. Doch da ersuchen ihr Ex-Freund Axel und dessen neue Frau Corrina, eine Widerstandskämpferin, um ihre Hilfe. Sie soll bei der Entwendung von neuartigen Kontaktlinsen, mit denen man die üblichen Identifizierungs-Scans umgehen kann, helfen. Der Raub gelingt und die Truppe will in das freie Kanada fliehen. Doch sie werden von Colonel Pryzer abgefangen und es kommt zum Kampf, den die Widerstandskämpfer gewinnen.

## Kritiken
- „Als Dreingabe gibt's Serien solider Stunts und explosiver Actionsequenzen, und die einfach strukturierte Handlung lenkt nie vom Star der amüsanten "Casablanca"-Variante ab.“ (VideoWoche)

- „Die in eine chaotische Zukunft versetzte banale Action-Version von „Casablanca“ preist die körperlichen Reize ihrer schwachen Hauptdarstellerin unverhüllt als Hauptattraktion an. Mehr hat der Film nicht zu bieten.“ – Lexikon des internationalen Films (CD-ROM-Ausgabe), Systhema, München 1997

- „Grelle und actionreiche Comic-Verfilmung, in der sich Baywatch-Pamela Anderson Lee von ihrer besten Seite zeigt.“ (Entertainment Markt)

## Auszeichnungen
Barb Wire wurde einmal für den MTV Movie Award nominiert. Außerdem erhielt er fünf Nominierungen für die Goldene Himbeere. Eine „Auszeichnung“ gewann Pamela Anderson als Worst New Star.

## Sonstiges
Barbed Wire ist der englische Begriff für Stacheldraht (engl. Barb: Widerhaken, Spitze).
Der Flipperautomatenhersteller D. Gottlieb produzierte April 1996 rund 1000 Flipperautomaten des Modells "Barb Wire", die thematisch den Film aufgreifen.